# Belan-sur-Ource

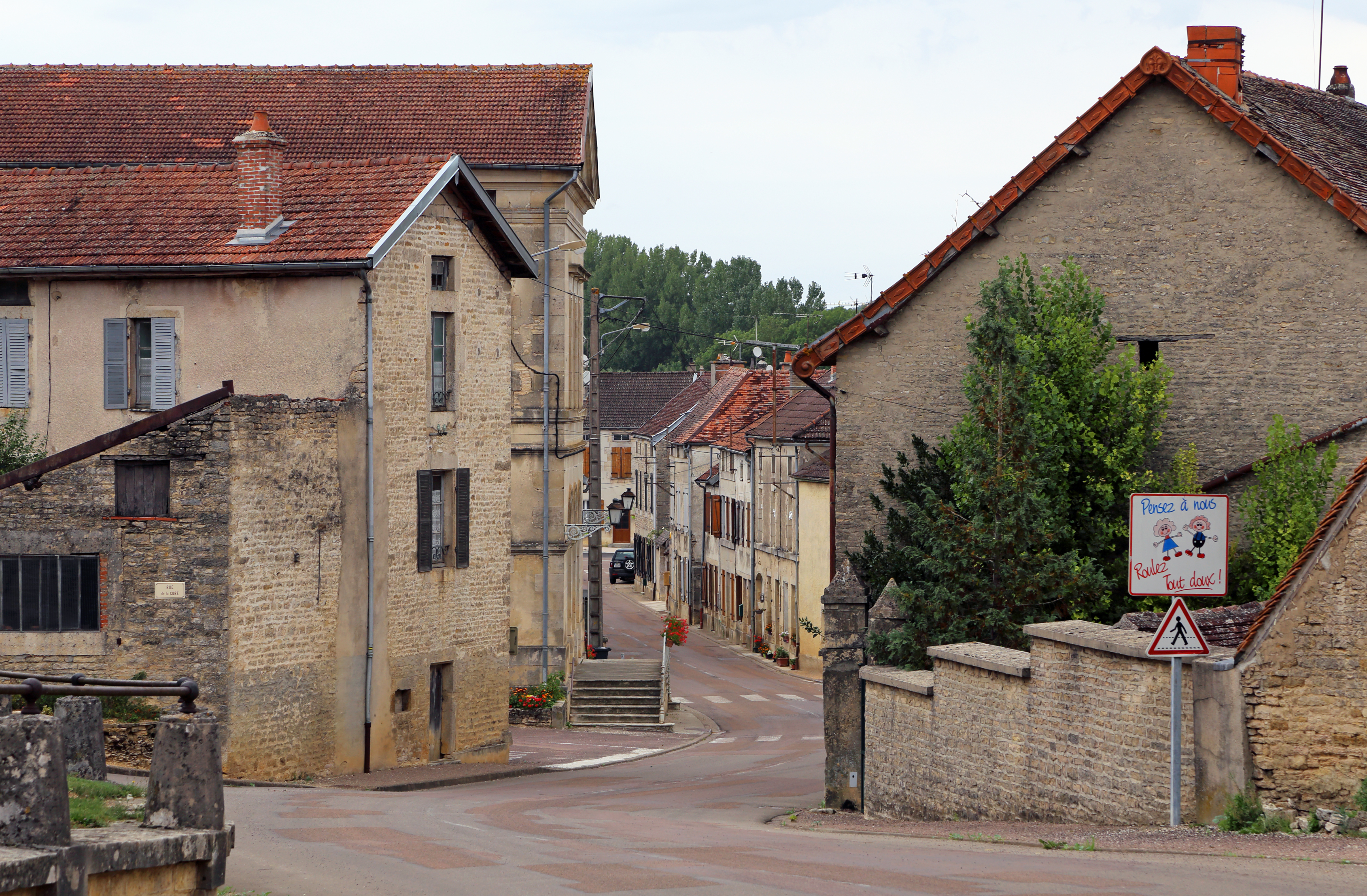
Belan-sur-Ource: het dorp

Belan-sur-Ource is een gemeente in het Franse departement Côte-d'Or (regio Bourgogne-Franche-Comté) en telt 293 inwoners (1999). De plaats maakt deel uit van het arrondissement Montbard.

## Geografie
De oppervlakte van Belan-sur-Ource bedraagt 19,8 km², de bevolkingsdichtheid is 14,8 inwoners per km².
De onderstaande kaart toont de ligging van Belan-sur-Ource met de belangrijkste infrastructuur en aangrenzende gemeenten.

## Demografie
Onderstaande figuur toont het verloop van het inwonertal (bron: INSEE-tellingen).